# Ејса Батерфилд
Ејса Батерфилд (енгл. Asa Butterfield; 1. април 1997) британски је глумац познат по улогама Бруна у ратној драми Дечак у пругастој пиџами (2008), Ига Кабреа у авантуристичком филму Иго (2011) и Ендера Вигина у научнофантастичном филму Ендерова игра (2013). Изведбе у овим пројектима донеле су му номинације за неколико награда за наперспективнијег младог глумца. Године 2014. тумачио је главну улогу у драми X+Y и био номинована за Британску независну филмску награду за најбољег глумца у главној улози.

## Филмографија
| Филмови             |                                          |               |                        | |
| Година              | Српски назив                             | Изворни назив | Улога                  | Напомене |
| 2006.               | После Томаса                             |               | Ендру                  | ТВ филм |
| 2007.               | Рамбов син                               |               | дечак у цркви          | |
| 2008.               | Дечак у пругастој пиџами                 |               | Бруно                  | |
| 2010.               | Вукодлак                                 |               | Млади Бен Талбот       | |
| 2010.               | Дадиља Макфи и велики прасак             |               | Норман Грин            | |
| 2011.               | Иго                                      |               | Иго Кабре              | номинација - Награда Удружења телевизијских филмских критичара за најбољег младог глумца/глумицу номинација - Награда Емпајер за најбољег новајлију номинација - Награда Сатурн за најбољег младог глумца/глумицу |
| 2013.               | Ендерова игра                            |               | Ендер Вигин            | номинација - Награда Сатурн за најбољег младог глумца/глумицу |
| 2014.               | X+Y                                      |               | Нејтан                 | номинација - Британска независна филмска награда за најбољег глумца у главној улози |
| 2015.               | Десет хиљада светаца                     |               | Џуд                    | |
| 2016.               | Дом госпођице Перегрин за чудновату децу |               | Џејкоб Портман         | |
| 2017.               |                                          |               | Себастијан Прендергаст | |
| 2017.               |                                          |               | Џими Рејли             | |
| 2017.               |                                          |               | Гарднер Елиот          | |
| 2018.               |                                          |               | Келвин Луис            | |
| 2018.               |                                          |               | Стилман                | |
| 2018.               |                                          |               | Вилоби Блејк           | |
| Телевизијске серије |                                          |               |                        | |
| 2008.               | Пепео пепелу                             |               | Дони                   | епизода: #1.6 |
| 2008–2009           | Мерлин                                   |               | Мордред                | 3 епизоде |
| 2017                |                                          |               | Конрад                 | 1 епизода |
| 2019                |                                          |               | Отис Милберн           | главна улога |